# Augusta Joyce Crocheron
Augusta Joyce Crocheron (ur. 9 października 1844, zm. 17 marca 1915) – poetka amerykańska, jedna z ważniejszych autorek mormońskich. Była córką Johna i Caroline Joyce’ów, nowych wiernych Kościoła Jezusa Chrystusa Świętych w Dniach Ostatnich. W 1846 roku rodzice autorki sprzedali cały swój dobytek i na statku Brooklyn, okrężną drogą wokół przylądka Horn do Kalifornii, mającej być dla nich ziemią obiecaną. Gdy jednak po sześciomiesięcznej podróży przybyli do Yerba Buena, czyli obecnego San Francisco, znaleźli się w ogromnej nędzy wywołanej wojną z Meksykiem. Ojciec poetki zaczął nadużywać alkoholu, co zniszczyło jego małżeństwo i jego samego. Matka autorki wyszła powtórnie za mąż. W 1867 rodzina osiadła w Utah, a w trzy lata później Augusta poślubiła George W. Crocheron (zostając jedną z jego żon). W 1880 opublikowała tomik wierszy Wild Flowers of Deseret, a w 1884 zbiór esejów Representative Women of Deseret.